# Герек, Эдвард
Э́двард Ге́рек (пол. Edward Gierek) (6 января 1913, с. Поромбка (ныне район города Сосновец), Царство Польское, Российская империя — 29 июля 2001, Цешин, Силезское воеводство, Польша) — польский государственный и политический деятель времён социалистического строя, первый секретарь ЦК ПОРП в 1970—1980 годах.
В 1930-х годах работал шахтёром во Франции и в Бельгии, участник бельгийского Сопротивления. По возвращении на родину в 1948 году начал партийную карьеру, долгое время возглавлял воеводский комитет ПОРП в Катовице. За время руководства воеводством добился роста экономических показателей области, зарекомендовал себя как демократичный, открытый для народа руководитель. Возглавлял неформальную фракцию технократов внутри ПОРП.
В 1970 году на фоне рабочих протестов, вызванных экономическими проблемами, избран первым секретарём ЦК ПОРП вместо Владислава Гомулки. Проводил политику форсированной индустриализации с помощью иностранных кредитов. При Гереке правительство Петра Ярошевича расширило социальное обеспечение населения, жилищное строительство, увеличило производство товаров народного потребления. В социалистическую экономику внедрялись рыночные элементы. Гереку удалось достичь значительного роста ВВП и реальных доходов населения.
Произошла некоторая либерализация общественной и политической жизни. Герек выступал за мягкое подавление оппозиции, достижение общественного компромисса, твёрдо стоял против применения силы. Пошёл на сотрудничество с католической церковью, допустил визит папы римского Иоанна Павла II (1979), что подогрело антипартийные настроения в обществе.
В 1976 году произошли массовые рабочие выступления против повышения цен, ознаменовавшие возникновение трудностей в экономике Польши. Главной проблемой стала тяжёлая внешняя задолженность в условиях неэффективности командной системы. Начал развиваться глубокий экономический кризис, выход из которого правительства Ярошевича и его преемников найти не смогли. Герек, проводя неустойчивую политику, стал утрачивать доверие населения и партии, где не смог подавить оппозицию (главным образом в лице Станислава Кани и Эдварда Бабюха). Не пользовался Герек в последние годы своего правления и расположением Советского Союза.
Летом 1980 года произошло резкое обострение политической обстановки в стране, вызванное экономическими причинами, вновь начались массовые протесты. Эти события означали окончательный провал политики Герека. В сентябре 1980 года он подал в отставку, его сменил давний соперник С. Каня.
На пенсии подвергался политическим преследованиям, в 1981 году исключён из партии и объявлен виновником кризисной ситуации. Был интернирован в период военного положения. Оставил подробные мемуары, дающие масштабную картину политической обстановки в ПНР в 1970-х годах.

## Биография
Родился в семье польского рабочего-шахтёра в Домбровским угольном бассейне (тогда часть Царства Польского, в настоящее время — Силезское воеводство Республики Польша). В 1917 году отец Эдварда, Адам, погиб при аварии на шахте, мать Паулина (ум. 1988) повторно вышла замуж.
В 1923 году вместе с матерью эмигрировал во Францию, где в 1926—1934 гг. работал на угольных шахтах. В 1931 г. вступил в ряды Французской компартии. В 1934 г. за участие в забастовке шахтёров был арестован и выслан в Польшу, где вскоре был призван в армию. В 1937 г. эмигрировал в Бельгию, работал горняком на угольной шахте. В 1937 г. вступил в ряды компартии Бельгии. Во время немецкой оккупации Бельгии (1940—1944) участвовал в Движении Сопротивления (Белая бригада), был ответственным за выпуск польской подпольной печати.

## Партийный аппаратчик
После окончания Второй мировой войны принимал участие в создании (1945) в Бельгии организации Польской рабочей партии (ППР) и Союза польских патриотов, входил в состав руководства Национального совета поляков в Бельгии и более двух лет был его председателем. В 1948 году возвратился в Польшу, работал в аппарате ЦК ППР.
В 1949—1954 гг. на партийной работе в Силезии, в 1951—1954 гг. — секретарь Катовицкого воеводского комитета Польской объединённой рабочей партии (ПОРП). На выборах 1952 года избран в Сейм ПНР. На II съезде ПОРП (1954) избран членом ЦК ПОРП и направлен на работу в ЦК в качестве заведующего отделом тяжёлой промышленности. В июле — октябре 1956 года и с марта 1959 г. — член Политбюро ЦК ПОРП. В 1956—1964 годах — секретарь ЦК ПОРП.

## В Катовицком воеводстве. Потенциальный преемник Гомулки
В 1957 Эдвард Герек из варшавского аппарата партии вернулся в Катовице первым секретарём воеводского комитета ПОРП. За годы руководства воеводским комитетом партии добился роста промышленного производства в области, в том числе потребительских товаров, увеличил расходы на жилищное строительство. Внедрял западные методы управления, создавал образ функционера, открытого для простого народа. Между тем жёстко поддерживал партийную дисциплину; в глазах народа воеводство воспринималась как «вотчина» местного первого секретаря — до такой степени, что поляки дали герековскому воеводству прозвище «Катанга». Эдварду Гереку в бытность его руководителем Катовицкого воеводства удалось создать неформальный канал связи с СССР — путём работы по линии культурного сотрудничества с Донецкой областью Украинской ССР. Стремясь произвести впечатление на советских гостей, в Катовице небезуспешно рассчитывали на положительное восприятие Герека в глазах аппарата ЦК КПСС. Сам Герек в беседах с советскими гражданами неизменно восхвалял Советский Союз.
Герек в руководстве страны представлял «катовицкую» группу, вокруг которой собирались технократы, сторонники экономических реформ в условиях сохранения социалистического строя. Он пытался влиять на кадровые решения и на уровне Варшавы, однако не воспринимался в ЦК ПОРП как реальный кандидат в преемники Владислава Гомулки. Сам Гомулка высказывал неодобрение излишне самостоятельным стилем руководства, который проводил Герек. Тот неожиданно отличился в ходе массовых протестов весной 1968 года, первым среди секретарей воеводских комитетов организовав контрпротесты. 14 марта выступил с резкой речью в адрес митингующих, называл их «грязью», угрожал «переломать кости». В целом обстановка в воеводстве благодаря жёсткой политике Герека сохраняла спокойствие. 19 марта в ходе речи Гомулки на митинге в Варшаве толпа скандировала имя Герека, который, однако, воспринял это как угрозу своей карьере и спешно заверил Гомулку в своей лояльности. Герек сыграл важную роль при формировании позиции ПНР по Пражской весне, используя для получения информации свои дружеские связи с Алоисом Индрой и Василем Биляком. Выступал за поддержку консервативных сил в чешской компартии.
После событий 1968 года в Польше первый секретарь ЦК ПОРП Владислав Гомулка начал терять политический капитал и стал подыскивать преемника. Несмотря на разногласия с Гереком, в этой роли он поначалу видел именно его. Обновление ЦК на V съезде партии (ноябрь 1968 года) Эдварда Герека не коснулось, он был переизбран в состав Политбюро. После съезда Гомулка дважды предлагал Гереку пост первого вице-премьера с прицелом на премьерство (что поддержал тогдашний председатель правительства Юзеф Циранкевич), однако секретарь Катовицкого воеводского комитета отказывался, ссылаясь на слабое здоровье. Летом 1969 года в приватных беседах с П. К. Костиковым, заведующим сектором Польши в отделе ЦК КПСС по связям с соцстранами, он оценивал назначение как интригу, направленную против него, заявлял, что Гомулка не осмелится пойти против влиятельного регионального лидера. Решение Эдварда Герека потенциально увеличило его шансы возглавить партию. В этом поддержку ему могла оказать Москва, где его кандидатуру одобрили в ЦК. Регулярные визиты Герека на отдых в СССР Гомулка воспринимал как знак расположения Кремля к нему, стал делать ставку на более молодых руководителей (в частности, Станислава Кочёлека). Герек выступал против программ экономической реформы, подготовленных в Варшаве, предусматривавших повышение цен, говорил, что «люди этого не выдержат». В июне 1970 года, отдыхая в Крыму, Герек резко высказывался о своих перспективах, выражал убеждённость в том, что в течение года Гомулка его сместит.

## Кризис 1970 года. Приход к власти
В декабре 1970 года Политбюро ЦК ПОРП приняло программу экономических преобразований, подготовленную под руководством экономиста, члена Политбюро Б. Ящука и самого Гомулки. Эта программа в том числе предусматривала повышение цен на продовольствие — в среднем на 15 процентов — с целью борьбы с товарным дефицитом. Польское руководство осознавало опасность взрыва общественного недовольства, поэтому о реформе населению было объявлено внезапно 12 декабря по радио. На заседаниях Политбюро Эдвард Герек поддержал программу реформ, однако просил отложить повышение цен на дату, приходящуюся после Дня шахтёра (4 декабря), что было удовлетворено. Таким образом, известие о росте цен пришлось на весьма неудачный в политическом смысле момент — перед католическим Рождеством.
Уже 14 декабря началась забастовка на верфи им. Ленина в Гданьске, которая 15 декабря переросла в жестокие столкновения рабочих с милицией, было подожжено здание воеводского комитета ПОРП, громили магазины. В Гданьск были введены войска, со стороны рабочих появились первые жертвы. 16 декабря бастовали и митинговали уже по всему Балтийскому побережью. Центрами рабочего движения стали Гдыня и Щецин. 17 декабря в Гдыне, где начались погромы и было совершено нападение на здание воеводского комитета, солдаты расстреляли 17 рабочих. В общей сложности в ходе событий декабря 1970 года на побережье было убито 44 человека. Эдвард Герек не принимал участие в подавлении протестов, однако, пребывая в Катовице, был детально информирован о тяжёлой ситуации, получал сведения главным образом от министра обороны Войцеха Ярузельского и в особенности — от заместителя министра внутренних дел Францишека Шляхцица.
В условиях острого политического кризиса, ухудшения состояния здоровья Владислава Гомулки его давний соперник, лидер фракции «партизан» Мечислав Мочар 16 декабря начал подготавливать его смещение. Об этом стало известно председателю КГБ СССР Ю. В. Андропову, который проинформировал об этом Политбюро ЦК КПСС. В тот же день на его заседании было принято решение о принципиальной поддержке кандидатуры Герека на случай, если Гомулка покинет кресло. Советская сторона довела до Мочара, который считался в ЦК КПСС «национал-коммунистом», «вторым Чаушеску», неприемлемость его для Москвы в качестве первого секретаря польской компартии. В результате этого Мочар был вынужден отказаться от притязаний на высокую должность. Перспективы Герека председатель Совета министров СССР А. Н. Косыгин обсудил в Москве с вице-премьером ПНР Петром Ярошевичем, который приехал на сессию Совета экономической взаимопомощи. Косыгин заявил польскому коллеге, что будет рад видеть в качестве нового премьера именно его, Ярошевича. Тот сказал Косыгину, что провести кандидатуру Герека через Политбюро будет затруднительно. О намерениях советского руководства был информирован министр обороны В. Ярузельский. Именно его поддержка сыграла решающую роль в исходе борьбы за власть в Варшаве, утверждал позже Ф. Шляхциц.
18 декабря 1970 года в Варшаву пришло письмо за подписью Политбюро ЦК КПСС, где осуждалась силовая позиция польского руководства, констатировалось необходимость поиска политического выхода из сложившейся ситуации. Этот акт советской стороны был воспринят партийными кругами ПОРП как сигнал к отставке Гомулки. В тот же день Ярузельский сообщил Шляхцицу и начальнику административного отдела ЦК Станиславу Кане о необходимости ехать за Гереком в Катовице, что те и сделали в ночь на 19 декабря. Поначалу отказывавшись от борьбы за власть, Герек днём 19 декабря прибыл в столицу на заседание Политбюро. Гомулка предложил назначить Герека «временным координатором» в Политбюро на время своего лечения (при председательстве на заседаниях Циранкевича) и сразу же покинул заседание, отбыв на лечение. Герек заявил, что видит себя только в качестве первого секретаря. Присутствовавшим стало ясно, что Гомулка окончательно утратил политический авторитет, в результате чего Циранкевич и член Политбюро Зенон Клишко, бывшие сторонниками Гомулки, признали поражение и уехали к нему в больницу, где тот подписал отставку. В ходе перерыва Гереку удалось провести Петра Ярошевича на пост председателя правительства. В конце концов Политбюро одобрило кандидатуру катовицкого секретаря. Против него высказались Мочар (поддержавший предложение Гомулки о координаторе в лице Герека) и Кочёлек (прямо заявил, что кандидатура Герека не подходит на должность руководителя ПОРП).
20 декабря 1970 года пленум ЦК ПОРП (при одном голосе против и двух воздержавшихся) избрал Эдварда Герека первым секретарём польской компартии. На том же пленуме в состав Политбюро были кооптированы Мочар, Бабюх, Шидляк, Ярошевич. Ярузельский стал кандидатом в члены Политбюро. Пленум принял решение об оказании срочной финансовой помощи уязвимым слоям населения. 20 декабря Герек по телевидению обратился к народу, призвав к успокоению. Не имея достаточной базы в Политбюро, Герек поначалу имел в аппарате ПОРП репутацию временного руководителя. Всё ещё были сильны позиции группы М. Мочара, который отводил новому генсеку не более 100 дней правления.

## Первый секретарь ЦК ПОРП

### Нормализация обстановки в стране, 1970—1971 год
Первой задачей на посту для Герека являлась нормализация неспокойной обстановки на Балтийском побережье. Ситуация зимой 1970 года носила двойственный характер. С одной стороны, для польского общества стал очевидным успех массовых протестов, которые привели к отставке верхушки ПОРП. С другой стороны, в рядах рабочих появилась усталость, звучали призывы вернуться к работе на фоне кажущейся нецелесообразности дальнейших забастовок. В этих условиях Эдвард Герек пошёл на прямые переговоры с рабочими, продолжил культивировать свой образ руководителя, открытого для народа. Так, перед Рождеством забастовка в Щецине во главе с Эдмундом Балукой была прекращена после приезда и выступления заместителя Ярошевича Францишека Каима. Герек отказался от публичной демонстрации своих портретов, не допустил публикации собственных выступлений отдельной книгой.
За помощью в решении экономических проблем польское руководство обратилось к СССР, куда Герек приехал 5 января 1971 года. Недавний взрыв народного недовольства использовался первым секретарём ЦК ПОРП как весомый аргумент для оказания помощи Польше. В ходе переговоров советская сторона удовлетворила просьбы об увеличении поставок сырья, энергоносителей, о предоставлении долларовых кредитов, о размещении дополнительных заказов на польских судоверфях. У Брежнева и Герека, знакомых ещё с середины 60-х годов, сложились тёплые, деловые взаимоотношения. Вместе с тем делегации ПНР было указано на необходимость разработки новой экономической политики. Косыгин предложил работать в русле модернизации польской экономики с опорой на западные технологии.
Однако польскому правительству ещё было нечего предъявить рабочим. В январе 1971 года вновь бастовала верфь в Щецине. По требованию рабочих Герек и Ярошевич прибыли на предприятие и лично беседовали с коллективом. В ходе напряжённых 10-часовых переговоров двум руководителям ПНР удалось убедить рабочих вернуться к станкам — без выполнения их требования об отмене повышения цен, но на условии выплаты зарплаты за дни забастовки. Чувствуя эффективность прямых переговоров, Герек приехал в Гданьск, затем в Гдыню, где обратился к судостроителям со знаменитым призывом «Поможете?», на что толпа ответила «Поможем!». Вместе с тем Герек, объясняя причины экономических трудностей, избегал возлагать вину на своего предшественника Гомулку, призывал справедливо подходить к оценке его правления. В феврале 1971 года «герековский метод» применила делегация в составе Петра Ярошевича и секретарей ЦК Я. Шидляка и Ю. Тейхмы, участвовавших в переговорах с коллективами ткацких предприятий в Лодзи (преимущественно женскими). Главным и нерешённым вопросом оставалось повышение цен, отмену которого правительство ПНР не считало посильным для польской экономики. 15 марта о состоянии дел в городе Ярошевич доложил на Политбюро, после чего Герек предложил премьеру вновь обратиться за финансовой помощью к Советскому Союзу. Такая помощь была предоставлена в кратчайшие сроки, что позволило пересмотреть болезненную ценовую политику.
Деятельность руководства партии и лично Эдварда Герека заслужила высокую оценку со стороны польского общества. Заполучив народное доверие, первый секретарь приступил к разработке программы масштабной экономической реформы.

### Экономическая политика
На протяжении 1971 года учёными-экономистами из Польской академии наук и университетского сообщества, составившими несколько рабочих групп, велась проработка новой экономической политики ПНР, концепция которой в основном была подготовлена к осени того же года, а затем представлена в Москве. Данная программа была утверждена на VI съезде ПОРП (1971 год). По итогам масштабной экспертной работы руководство ПНР приняло решение о модернизации польской промышленности с опорой на иностранные финансовые заимствования, главным образом западные, а также иностранные технологии и методы управления. Это решало проблему создания рабочих мест для молодых поляков. Кредиты предполагалось погашать продукцией, которую новые предприятия будут отгружать на Запад. На тот момент Польша, имевшая низкий государственный долг, была привлекательна для зарубежных кредиторов. Принципиальным решением Герека стал курс на качественный подъём жизненного уровня народа, увеличение доходов населения, расширение социального обеспечения и производства товаров народного потребления. Идеологические противоречия, возникающие в процессе строительства «социалистического общества потребления», Герек предпочитал игнорировать. Будучи практиком, а не догматиком, он стремился достичь реального единения народа, нового общественного договора в первую очередь на экономической, а не на идеологической базе. Вместе с тем Эдвард Герек выступал против реформирования существовавшей политической системы, поскольку с разочарованием смотрел на итоги подобных преобразований в 1956 году. Дальнейшей разработкой программы экономических преобразований после съезда занималась специально созданная Комиссия по вопросам модернизации функционирования партии и государства, в деятельности которой принимали активное участие члены Политбюро ЦК ПОРП Ф. Шляхциц и Ю. Тейхма. В социалистическую экономику начали внедряться некоторые рыночные механизмы. Проявилась тенденция передавать экономические вопросы на откуп правительства, а не ЦК, в связи с чем экономическая политика в целом лежала в руках кабинета Ярошевича.
Уже в 1971 был достигнут рост производительности труда на 6 процентов, а в 1972 году — на 7,7. В 1971—1973 годах для производств были закуплены 154 лицензии, однако предназначались они для предприятий тяжёлой промышленности, в то время как для лёгкой было закуплено всего 3 лицензии. Уделялось внимание развитию инфраструктуры, особенно в столице. Символом новой экономической политики стал «Польский Фиат» с двумя новыми автозаводами в Силезии. Первая половина 1970-х годов стала «золотой» для экономики ПНР. В первой половине 1970-х годов был достигнут рост инвестиций на 80 процентов, уровень промышленного производства рос в среднем на 14 процентов за год. За тот же период доходы населения выросли на 46 процентов, национальный доход возрастал в среднем в год на 9,8 процентов. К 1975 году увеличился на 94 процента размер соцпособий. Произошло резкое расширение доступности потребительских товаров: холодильников, автомашин, телевизоров, в свободной продаже появились кофе и бананы. Население получило возможность посещать западные страны с туристическими целями. Был отменён подоходный налог для граждан. Таким образом, жизненный уровень поляков резко вырос.
Вместе с тем правительство Петра Ярошевича проявило неспособность сбалансировать экономику: так, в бюджете страны отсутствовали свободные средства, в то время как Герек принял решение о дорогостоящей административной реформе, предусматривающей увеличение партийного аппарата. Уже в 1973 году с повышением мировых цен на нефть была утрачена благоприятная для Польши рыночная конъюнктура, подорожали иностранные кредиты. Продолжала увеличиваться внешняя задолженность (в 1975 году — 7,6 млрд долларов, не считая кредитов в рублях, против 1,2 млрд долларов в 1971 году), причём в 1975 году проявились первые проблемы с платежами по кредитам, которые удалось решить благодаря очередному долларовому займу от СССР. Ресурсы для погашения долгов отсутствовали. Рост доходов населения опережал рост производительности труда, приводил к товарному дефициту, однако в 1974 году правительство ПНР приняло решение даже о досрочном повышении зарплат (которое изначально планировалось на следующую пятилетку). Инвестиции в подавляющем большинстве носили долгосрочный характер, при этом никакой целостной программы инвестиций не было, что вызывало их бесконтрольное привлечение и «перегрев» польской экономики. Явно недостаточное внимание уделялось развитию сельского хозяйства. Гереку ещё в 1973 году эксперты докладывали о появившихся проблемах, советовали снизить капиталовложения, однако первый секретарь не отличался пониманием макроэкономики, предпочитал в ручном режиме решать проблемы отраслей и даже отдельных предприятий. Не желал Герек и осуществить необходимые структурные реформы экономики ПНР.
Во второй половине 1970-х годов польская экономика начала переживать серьёзный кризис. Уменьшились темпы роста национального дохода (3 процента в 1978 году против 6,8 процентов в 1976 году), затем он и вовсе начал уменьшаться (в 1980 году — на 5,4 процента). Одной из главных причин экономических проблем была большой внешний долг (в 1980 году — 23 миллиарда долларов), который продолжал увеличиваться, в том числе за счёт кредитов на погашение более старых долгов (большинство из которых было в конце концов погашено). Иностранные заимствования направлялись главным образом на закупку сырья и товаров на рубежом, а не на инвестиции. В 1976 году правительство ПНР поднимало перед Москвой вопрос о вступлении Польши в Международный валютный фонд, однако в этом ей было категорически отказано. Экономика ПНР была серьёзно разбалансирована рыночными преобразованиями, внедрением «открытого плана» и уменьшением руководящей роли Госплана, поскольку эти шаги не были в русле последовательной рыночной реформы, а предпринимались в условиях существовавшей социалистической системы хозяйствования. Так, в 1976 году была восстановлена централизованная система управления промышленными отраслями. Рост зарплат привёл к росту имущественного неравенства населения. Малоимущие слои выражали недовольство существованием системы коммерческой торговли, где блага были более доступны, в то время как многие категории товаров продавались по талонам. В 1978 году из-за инфляции наблюдался спад реальной зарплаты. В целом граждане, привыкшие к курсу на увеличение их доходов, были не готовы «затянуть пояса», что было давно необходимо герековской экономике. Вместе с тем экономическая ситуация несколько наладилась в 1980 году, когда был зафиксирован рост промышленного производства на 7 процентов. Этому способствовала благоприятная внешнеэкономическая конъюнктура, а также завершение ряда долгосрочных проектов по строительству предприятий.

### Консолидация власти. Обстановка в ЦК при Гереке
Придя к власти, Гереку необходимо было сформировать «сыгранную» команду, которую он видел работавшей под личным руководством генсека и лично преданной ему. При этом Герек принципиально не выказывал предпочтений выходцам из Катовице, а также стремился к посильной демократизации работы ЦК — обязательного и реального соблюдения коллегиального порядка принятия решений, непосредственного участия в заседаниях заинтересованных лиц, поощрял групповое обсуждение вопросов на пленумах ЦК ПОРП. На Политбюро, которое теперь стало заседать регулярно (по вторникам), при Гереке допускалось больше дискуссий, чем при Гомулке, работа этого органа стала регулярно освещаться в СМИ. Большинство его решений принималось путём согласования (по наиболее важным вопросам — голосованием). В то же время Гереку не удалось разрешить проблему перетягивания полномочий из правительства в Политбюро, а также добиться полноценной обратной связи с коллегами, поскольку временами Гереку приходилось «выуживать» из них взгляд на проблему. Загруженность Политбюро, несмотря на расширение полномочий правительства, даже увеличивалась, причём проблемами, которые явно могли быть решены на нижестоящих партийных уровнях. Документы, предоставляемые на утверждение Политбюро, а также пленумам ЦК, как правило, уже были утверждены нижестоящими государственными или партийными структурами, в связи с чем реальной дискуссии на заседаниях этих органов не получалось. В целом политическая власть в ПНР продолжала концентрироваться именно в ЦК, собственно государственные органы (Сейм, Госсовет), а также съезды партии, реально ей не обладали, будучи «придатками» Политбюро. Герек, однако, допускал дискуссии ПОРП с иными легальными партиями по отдельным вопросам. Отличительной чертой Герека как руководителя была нелюбовь к бумажной работе. Владея французским языком, он регулярно черпал информацию о международной обстановке из крупной газеты Le Monde. К маю 1972 года в польской политике произошли значительные кадровые перемены — было смещено до 75 процентов первых секретарей и 53 процентов воеводских секретарей, 61 процент министров, 35 процентов вице-министров, 50 процентов председателей воеводских и 30 процентов повятовых народных советов. VI съезд ПОРП (1971 год) впервые избрал в Политбюро Ярузельского, Яблоньского, Ягельского. К середине 1970-х годов «демократический» импульс генсека ослаб, он стал менее терпим к критике, нарастала бюрократизация партийного и государственного аппаратов.
Постепенно первый секретарь ЦК ПОРП пришёл к выводу о том, что для оперативного руководства ПНР ему придётся создать и близкий круг из партийных функционеров, хотя ранее он критиковал Гомулку за схожую тенденцию. В ближайшее окружение Герека в начало 1970-х годов входили Ярузельский, Ярошевич, Шляхциц, Бабюх, Каня, Шидляк, Ольшовский. Наибольшим авторитетом у Герека и Ярошевича пользовался Ярузельский, с мнением которого они считались всегда, при этом взаимно избегая вмешательства в собственные сферы руководства (Герек и Ярошевич — в вопросы армии, Ярузельский — в вопросы руководства партией и государством). Ярошевич и Герек были зависимы друг от друга, поскольку Ярошевич, не обладая влиянием в партии, нуждался в поддержке генсека, который, в свою очередь, не разбирался в бюрократии. До 1976 года Ярошевич был реальным вторым лицом в руководстве страны, причём активно боролся за влияние на Герека со своими конкурентами — Шляхицицем, Бабюхом, Яблоньским. Сложные отношения у первого секретаря сложились с новым министром иностранных дел ПНР Стефаном Ольшовским, который, хотя и воспринимался Гереком как конкурент, пользовался расположением в Москве, в связи с чем Герек не мог ничего предпринять против него. Яблоньский, который при Гереке был формальным главой ПНР в качестве председателя Государственного совета, выступил против инициативы Бабюха и Шидляка о введении поста президента ПНР для Герека, после чего между ним и Яблоньским произошёл полный разрыв. В феврале 1976 года Сейм принял «герековские» поправки — о ведущей роли ПОРП в строительстве социализма в ПНР, социалистическом характере польского государства, «нерушимой дружбе» с Советским Союзом (это положение, в отличие от других, было внесено в преамбулу).
Мечислав Мочар, проиграв борьбу за власть в декабре 1970 года, оставался влиятельным политическим деятелем. Герек относился к нему с подозрением, поскольку Мочар продолжал контролировать Союз польских ветеранов войны («Большая, но недооценённая сила» — отзывался об этой организации в январе 1971 года Эдвард Герек). Мочар занял выжидательную позицию относительно нового руководства, однако весной 1971 года начал вновь интриговать против генсека. В мае того же года Герек был вынужден прервать визит в Чехословакию и прибыть в Ольштын, где Мочар с окружением обсуждали планы по его отстранению от власти. Потерпев поражение, теперь уже окончательное, Мочар в Ольштыне дал обещание Гереку подать в отставку с поста секретаря ЦК, что и сделал на следующем пленуме. Хотя лидер «партизан» не был полностью устранён с политической арены, его отставка означала крах националистического движения в ПОРП. Новым секретарём ЦК, курирующим органы госбезопасности, стал Станислав Каня, личность достаточно властная и амбициозная. Влияние Кани по мере правления Герека неуклонно возрастало, поскольку с нарастанием противоречий в обществе росла роль силовых структур.
В первые годы правления Герека его особым расположением пользовался секретарь ЦК, член Политбюро Францишек Шляхциц. Тот выступал против экономической политики Ярошевича, осуждал излишние западные заимствования, хотя сам был одним из архитекторов экономических реформ. Шляхциц, осознавая своё большое влияние на генсека, неуклонно стремился укрепить свои властные позиции, вмешивался в широкий круг партийных и кадровых вопросов, приватно даже заявлял, что он «управляет, а Герек руководит». В аппарате ЦК он имел репутацию интригана, засылал к Гереку преданных себе сотрудников, которые докладывали начальнику о деятельности первого секретаря. Методы Шляхцица вызывали раздражение не только в партии, но и в Кремле, где его воспринимали как прозападного политика. В 1974 году Брежнев заявил Эдварду Гереку, что Шляхциц готовится его «подсидеть», обозвал его «капралом». Герек осознал угрозу и вынудил Шляхцица уйти из секретариата ЦК ПОРП. Место Шляхцица в партийной иерархии (фактически позицию третьего лица в номенклатуре) занял секретарь ЦК и член Политбюро Эдвард Бабюх, который в руководстве ПОРП отвечал за кадровые вопросы, курировал подготовку съездов и очередных выборов. Бабюх не проявлял властных амбиций, однако Каня оказывал на него большое влияние, втягивал в свои интриги против Герека. В окружение Герека после отставки Шляхцица вошёл также выходец из Катовице Тадеуш Пыка.
Герек, понимавший опасность укрепления первых секретарей воеводских комитетов ПОРП (каким когда-то он был сам), в январе 1973 года начал проводить административную реформу, которая сначала предусматривала ликвидацию на местном уровне повятов и формирование гмин, а с 1 января 1975 года в стране вместо 17 воеводств было образовано 49. Реформа повлекла существенную нагрузку на государственный бюджет в связи с резким увеличением государственного и партийного аппарата на местах. Эти преобразования Герек сочетал с кадровыми перестановками в руководстве воеводских комитетов, в ходе которых к власти были приведены более лояльные ему лица. В 1973 году было принято решение об объединении многочисленных молодёжных организаций в единую Федерацию социалистических союзов польской молодежи.

### Отставка
6 сентября 1980 года после серии массовых общенациональных забастовок, проведённых в знак протеста против повышения цен на продовольствие, был отправлен в отставку под формальным предлогом ухудшения состояния здоровья. На VII пленуме ЦК 3 декабря 1980 года был выведен из состава ЦК. 18 мая 1981 года был ответчиком перед партийной комиссией Тадеуша Грабского по вопросам злоупотреблений, связанных с использованием иностранных займов, а в июле того же года исключен из партии.

### После отставки
После введения в Польше военного положения Эдвард Герек был задержан в своем доме в Устроне и интернирован в селе Глембоке близ Кошалина (вместе с Гереком были изолированы деятели из его ближайшего окружения — Петр Ярошевич, Здзислав Грудзень, Ежи Лукашевич, Тадеуш Вжащик, всего 36 человек). Находился под арестом до декабря 1982 года. Против него были выдвинуто обвинение в незаконном присвоении дома и участка в Катовице (впоследствии снято Генеральной прокуратурой).
Впоследствии жил в Устроне, получая пенсию из Франции и Бельгии (польская была аннулирована). Страдал от пневмокониоза. Умер в больнице в Цешине 29 июля 2001 года. Похоронен на кладбище в Сосновце по светскому обряду.

## Семья
Был женат на Станиславе Герек (10.2.1918 — 14.4.2007). Трое детей: Адам Герек (род. 17.4.1938 года) — профессор, специалист по инженерии материалов, в 2001—2004 гг. сенатор Польши, затем депутат Европарламента; Зигмунт (род. в 1940 г.) и Ежи (род. в 1942 г.)
Племянница Йоланта Герек была убита 12 ноября 1965 года серийным убийцей Здиславом Мархвицким.

## Награды
- Орден Строителей Народной Польши
- Орден «Знамя Труда» 1-й степени
- Крест Заслуги
- Партизанский крест
- орден Инфанта дона Энрике (Португалия)
- орден Ленина (СССР, 05.01.1973)
- орден Октябрьской Революции (СССР, 05.01.1978)

## Память
Именем Герека названа площадь в Сосновце, а также, по инициативе жителей, улицы в сёлах Смардзув (Нижнесилезское воеводство) и Страхувко (Мазовецкое воеводство).
В 2022 году вышел польский биографический фильм «Герек».

## Произведения
В 1980 году на русском языке был издан сборник Эдварда Герека «Избранные статьи и речи», охватывающие период 1975—1979 гг., посвященный социалистическому строительству, внутренней и внешней политике ПНР, польско-советскому сотрудничеству и деятельности ПОРП.
- Герек Эдвард. Избранные статьи и речи. (1975—1979 гг.) Перевод с польского. — Москва: Издательство политической литературы, 1980.

На основе бесед с Гереком Януш Ролицкий написал книги «Edward Gierek. Przerwana dekada (wywiad rzeka)», «Edward Gierek: replika» и «Smak życia».